# 前野宗義
前野 宗義（まえの むねよし）は、鎌倉時代末期から南北朝時代頃の武士・尾張国の土豪。前野家七代目当主。通称：前野五郎三郎。

## 来歴
正安2年（1300年）、尾張国の土豪である前野家の六代目当主・前野宗氏の嫡男として生まれる。五郎三郎を名乗った。
延元元年 / 建武3年（1336年）8月9日、父親の宗氏が死去すると、前野家の領地である前野村九十五貫文と当主の座を継いで七代目当主となった。
宗義が前野家当主を務めていた頃の記録に宗義が仕えた主君の記録がないが、当時尾張守護を務めた土岐氏による横領を受けて領地を失ったと伝わる。また、宗義の没日について『尾張国丹羽郡稲木庄前野村前野氏系図』では「宗義応安六年七月三日卒」と北朝の元号を使用して書いてあることからも、南北朝の争乱で北朝に味方した土岐氏当主頼康の支配下にあったと考えられている。
正平5年 / 観応元年（1350年）、長男の高康が生まれる。
文中2年 / 応安6年（1373年）7月3日、南北朝の争乱が続く中で死去する。

## 前野氏
前野氏は、桓武天皇皇子の良岑安世を始祖とする良岑氏の系統で、良岑高成（立木田高成）の子である良岑（前野）高長が尾張国丹羽郡前野村（現在の愛知県江南市前野町〜大口町辺り）に移り住んで前野を自称し、その曽孫である前野時綱が正式に前野を名乗ったのが始まりとされている。また良岑高成の娘は、平清盛の父である平忠盛の妻であり、高成の娘と忠盛の間に平忠度を産んだともされている。

## 武功夜話
武功夜話（ぶこうやわ）は、戦国時代から安土桃山時代頃の尾張国の土豪前野家の動向を記した家譜の一種であり、前野家文書ともいわれる。『武功夜話』四巻には『尾張国丹羽郡稲木庄前野村前野氏系図』。ただ、用いられている語彙の一部は現代人にも容易に理解できるものがあり、資料としてのの信頼性は低いともいわれている。

## 系譜
- 祖父：前野時基
- 父：前野宗氏
- 母：不詳
- 生母不明の子
  - 男子：前野高康
  - 男子：今井俊氏